# Mineshima Hide
Mineshima Hide (jap. 峰島 秀; * 1. Januar 1916 in Chiba; † nach 1936) war eine japanische Diskuswerferin.
Bei den Olympischen Spielen 1936 in Berlin wurde sie Fünfte mit 37,35 m.
Im selben Jahr wurde sie Japanische Meisterin. Ihre persönliche Bestleistung von 39,75 m stellte sie am 9. Mai 1936 in Tokio auf.